# Chrysler ME Four-Twelve

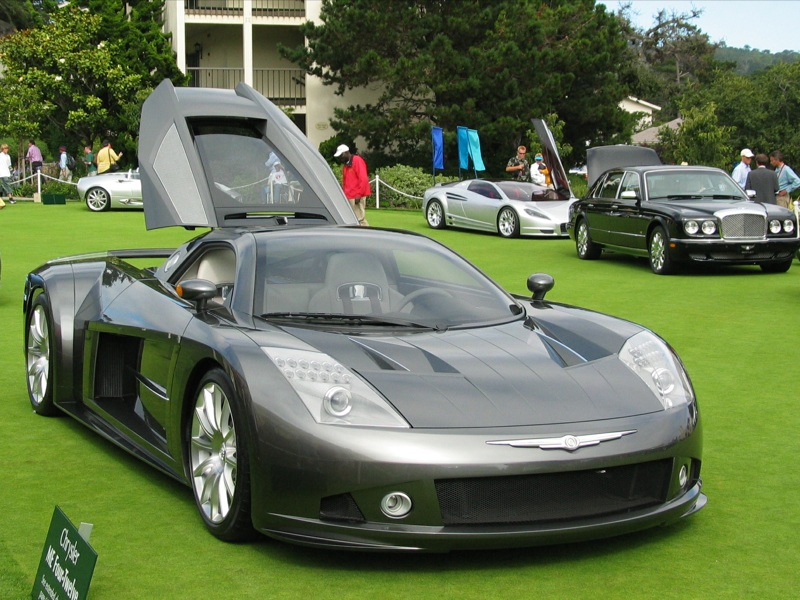

Chrysler ME Four-Twelve är en bilmodell av Chrysler som kom ut 2004. Bilen är utrustad med en 12 cylindrig motor. Topphastigheten är 399 km/h.